# 臺灣海峽兩岸關係史
| 臺灣海峽       |        |                           |              |
| 海峡西岸       | 时间   | 两岸重大事件              | 海峡东岸     |
| 元朝           | 1281年 | 设置澎湖寨巡检司          | 史前         |
| 元朝           | 1349年 | 汪大淵著島夷志略          | 史前         |
| 明朝           | 1603年 | 陈第著东番记              | 史前         |
| 明朝           | 1624年 | 澎湖之戰                  | 荷西統治時期 |
| 明朝           | 1633年 | 崇禎明荷海戰              | 荷西統治時期 |
| 南明           | 1661年 | 鄭荷之戰                  | 鄭氏時期     |
| 清朝           | 1667年 | 丁未漂人事件              | 鄭氏時期     |
| 清朝           | 1683年 | 澎湖海戰                  | 鄭氏時期     |
| 清朝           | 1684年 | 设置台湾府                | 清治時期     |
| 清朝           | 1731年 | 大甲西社抗清事件          | 清治時期     |
| 清朝           | 1840年 | 第一次鴉片戰爭            | 清治時期     |
| 清朝           | 1885年 | 台湾建省                  | 清治時期     |
| 清朝           | 1895年 | 马关条约                  | 日治時期     |
| 清朝           | 1900年 | 厦门事件                  | 日治時期     |
| 中華民國       | 1911年 | 辛亥革命                  | 日治時期     |
| 中華民國       | 1943年 | 开罗宣言                  | 日治時期     |
| 中華民國       | 1945年 | 日本投降 與接管台澎       | 中華民國     |
| 中華民國       | 1947年 | 二二八事件                | 中華民國     |
| 中華人民共和國 | 1949年 | 國府遷臺                  | 中華民國     |
| 中華人民共和國 | 1978年 | 改革開放                  | 中華民國     |
| 中華人民共和國 | 1979年 | 停止炮擊金門              | 中華民國     |
| 中華人民共和國 | 1987年 | 開放兩岸探親              | 中華民國     |
| 中華人民共和國 | 1993年 | 辜汪會談                  | 中華民國     |
| 中華人民共和國 | 1996年 | 臺海飛彈危機              | 中華民國     |
| 中華人民共和國 | 2001年 | 两岸實施小三通            | 中華民國     |
| 中華人民共和國 | 2010年 | 两岸签署ECFA              | 中華民國     |
| 中華人民共和國 | 2014年 | 服貿存查爭議 與太阳花学运 | 中華民國     |
| 中華人民共和國 | 2015年 | 兩岸領導人會面            | 中華民國     |
| 中華人民共和國 | 2022年 | 2022環台軍演              | 中華民國     |
| 中華人民共和國 | 当前   | 臺海現狀                  | 中華民國     |

海峽兩岸關係史介绍了有史以来臺灣海峽兩岸關係的历史变迁。中国历史上疑似关于台湾的记载最早追溯到《三国志》中提到的夷洲或《隋书》中提到的流求。在宋元时期，海峡两岸已有贸易往来，1281年元世祖设立了澎湖寨巡檢司，开始对澎湖实行行政管辖。1349年汪大淵在《島夷志略》中记载澎湖属泉州晉江縣，而流求为海外诸国之一。明朝陳第写的《東番記》描绘了台湾西南地区原住民的风土人情。自1620年代起，海峡两岸关系受荷兰人、西班牙人、汉人、满人、日本人的影响，中国大陆与台湾或统一，或分离，跌宕发展。
1945年第二次世界大戰结束，中华民国政府从日本接管台湾和澎湖，兩岸關係随着国内、国际局勢的變化而曲折发展。第二次国共内战中，中國国民党領導的中華民國國軍被中國共产党領導的中國人民解放軍打败。1949年中华人民共和国成立，并逐漸掌控整个中国大陆。而中华民国则退居台澎金马等岛屿。中国共产党试图以武力解放台湾，中国国民党也准备反攻大陸。两岸开始了军事对峙，并发生多次武裝衝突。
1971年中華人民共和國取代中華民國成为联合国安全理事会常任理事国之後，中華民國的外交空間受到限縮。1979年1月1日，中华人民共和国与美国建交的同时，宣布停止砲擊金門，并提出和平统一、一国两制政策。1987年中华民国解除戒严，開放兩岸探親後，两岸关系一度緩和。但1995年李登辉總統访美，两岸关系又趋紧张。进入21世纪后，海峽兩岸经济关系已相當緊密。2008年中国国民党在台湾重新执政后，两岸关系趋于缓和。2015年海峽兩岸最高領導人在新加坡會面，被视为兩岸关系史上的重大突破。而2016年民主進步黨重新执政以来，两岸关系又趋紧张。

## 历史分期
关于海峽兩岸關係的起始时间或历史分期无公认的标准。中南财经政法大学台湾研究所副所长张春英教授在《海峡两岸关系史》书中将两岸关系的历史分为四个阶段：第一阶段是从史前时期到1620年代荷兰人占领台湾；第二阶段为荷西、明郑、清朝、日本统治台湾到1945年中华民国接管台湾；第三阶段为1949年中华民国中央政府撤离中国大陆后形成的两岸军事对峙阶段；第四阶段是80年代以来两岸结束军事对峙，关系缓和发展的阶段。中國文化大學中山與中國大陸研究所邵宗海教授则是将1949年后两岸关系史划分为軍事對峙、法統爭執、交流緩和、意識對立、互惠協商五个時期。

## 古代

### 三国时期（疑似）

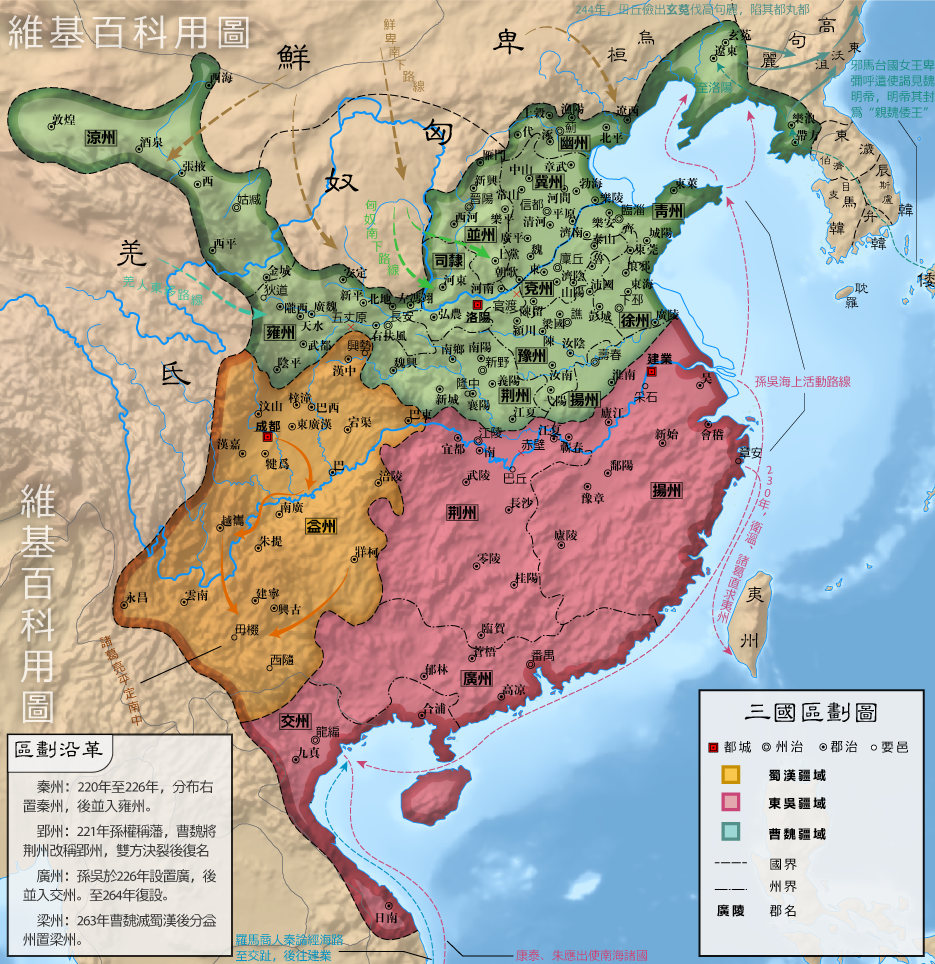
有學者认为三国时的夷州是台灣，但该观点存在争议

中国史书《三國志·吳志》記載黃龍二年（230年）春正月，孫吳曾派将军衛溫、諸葛直率领将士万人，从臨海郡的章安出发，渡海寻找夷洲，有数千人登陆夷洲后返还。此外，孫吳丹陽太守沈瑩所著的《臨海水土志》记载，夷州在臨海郡東南二千里，“土地無霜雪，草木不死；四面是山，眾山夷所居”。有學者认为夷洲（或夷州）指的是台灣，但存在争议。

### 隋唐时期（疑似）
《隋書·流求傳》記載，流求國位于海岛上，在建安郡以東，坐船五日可到达。其中还有隋煬帝派兵攻打流求國的記載，前后一共三次。第一次是607年，因為語言不通，所以只「掠一人而返」。次年，朱寬第二次進擊，但也僅「取其布甲而還」。第三次則是在610年，由陳稜和張鎮州領軍，「虜其男女數千人」而返。有學者认为《隋書》中记载的流求國就是今天的台湾，但也有學者認為流求國指的是琉球群島。

### 宋元时期

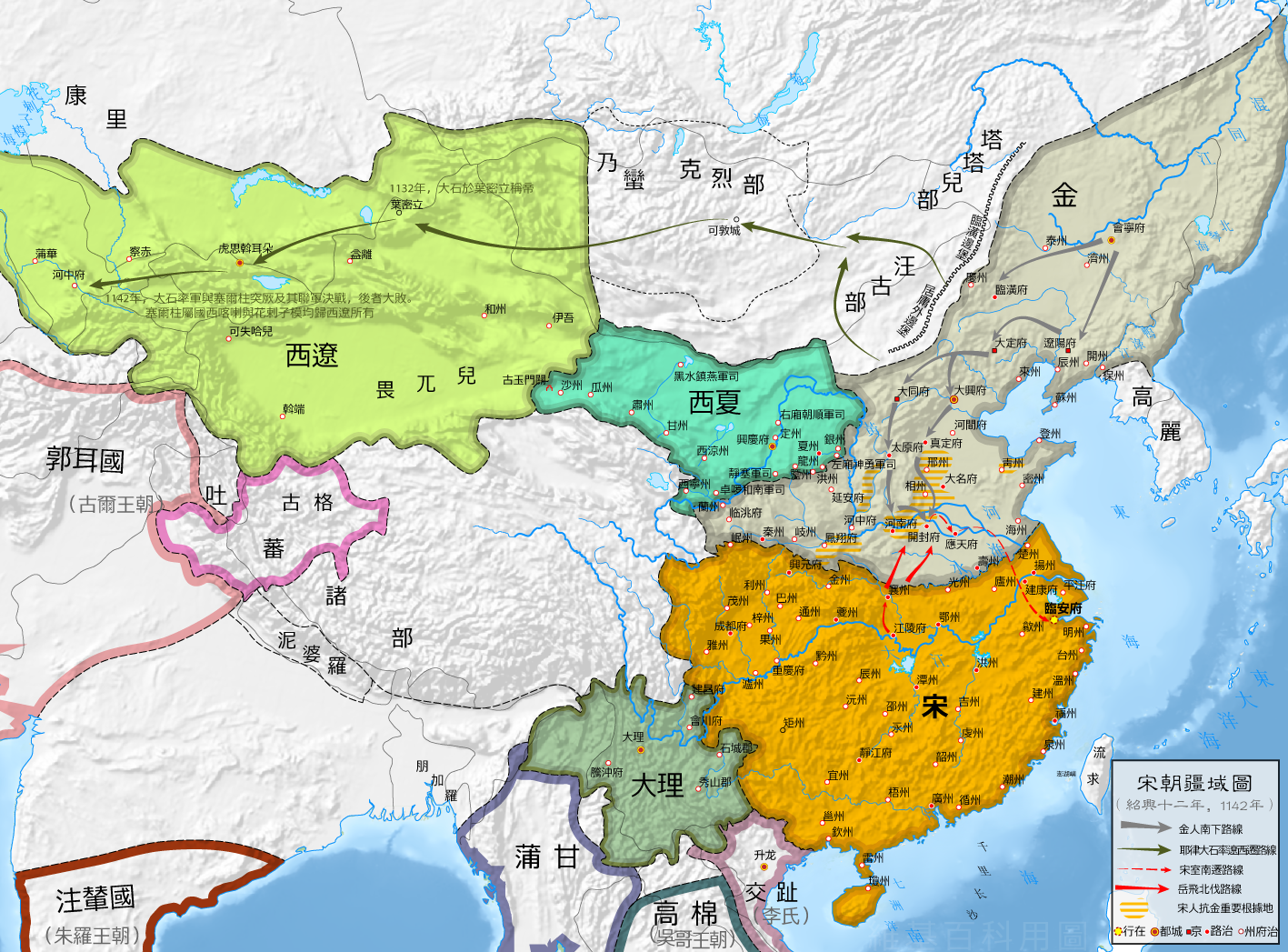
南宋与澎湖、流求

南宋孝宗乾道七年（1171年）汪大猷任泉州知州，辖区内“有海島曰澎湖”，有不少汉人居住，经常被夷人上岸来抢掠东西，杀掳人口。为防止骚扰，每年南风起时，汪大猷便派兵去防守，耗费军资，但还是防不胜防。于是造屋200间，派遣将士驻守。关于宋元時期的两岸貿易的文史記載很少，从出土的大量宋元时期的陶瓷器来看，澎湖应是當時中國大陆外貿的一個重要中途站。据记载，宋元时期，鐵在台湾属于高價商品，台湾原住民常常要等來自中國大陸的商船靠岸，用食物向船上的人换取铁。清朱景英在《海東札記》中說，曾在嘉義港口得數百宋錢。
元世祖至元十八年（1281年）元師伐日本，遭颱風襲擊，軍艦大部分沉沒，残部漂至台湾西岸及澎湖，遂設澎湖寨巡檢司，隸屬於福建泉州路，与琉求（台湾）相邻。1292年，元世祖遣使宣抚流求，但到达后跟当地人语言不通，无功而返。元成宗元贞三年（1297年），福建省平章政事高兴遣省都镇抚张浩、福州新军万户张进赴琉求国，生擒130余人而返。第二年正月，又将所俘琉求人放回，要他们归顺元朝，此後不了了之。元明宗至顺元年（1330年）及元统五年（1337年），汪大淵两度由泉州出发到各国贸易，他在《島夷志略》中记载澎湖属泉州晉江縣，而琉球为海外诸国之一。

### 明朝前期
1384年，明朝廢除澎湖巡檢司，又於1563年復設澎湖巡檢司派兵駐守。《東番記》记载永樂初年郑和下西洋时曾到台湾，当时東番夷族（台湾原住民）躲了起來不願意順從約束，於是鄭和給每家一個銅鈴，讓他們繫在頸上。銅鈴被他們当做寶物。宣德年间郑和船队曾到台湾西定坊大井头汲水，还曾投药于水给当地土番医病。嘉靖四十二年（1563年），泉州籍海盗林道乾聚众反明，被明朝都督俞大猷追剿，经澎湖逃到台湾鸡笼定居。他率领数百名随从，奴役台湾原住民。原住民非常憤恨，商议杀死林道乾，却走漏消息，被林道乾夜袭杀害。继林道乾之后，潮州籍海盜首領林鳳于万历二年（1574年）被明朝總兵胡守仁追擊，逃竄至澎湖，然後又到臺灣魍港（八掌溪口）作为其根据地。胡守仁传谕番人夹攻，林鳳等人逃散。

## 近现代

### 倭寇侵扰与明朝海防

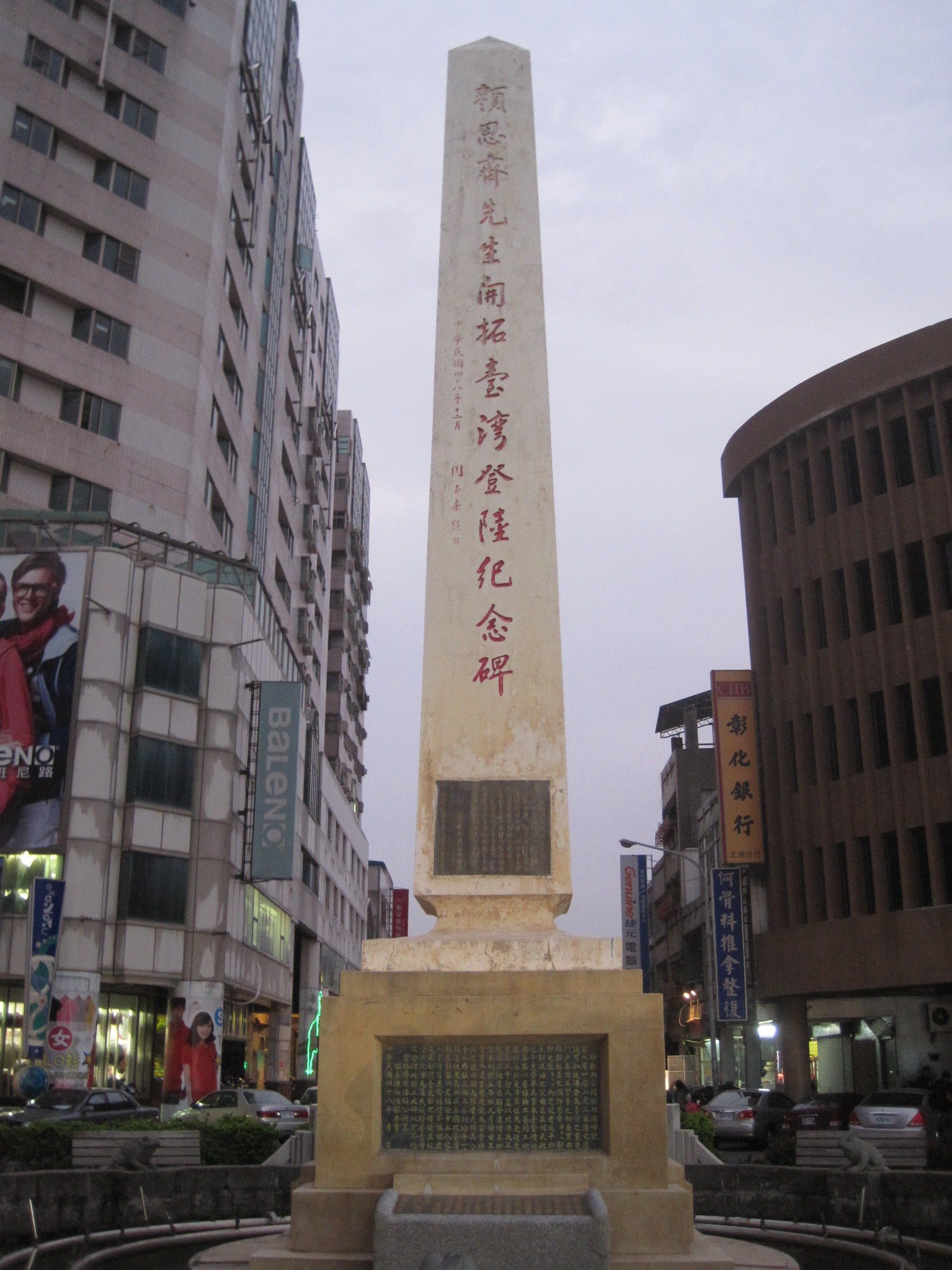
位於北港的顏思齊開拓臺灣登陸紀念碑

据明海防将领沈有容在《闽海赠言》中记载，自己曾“三入东蕃，歼倭驱荷”。萬曆三十年（1602年）七月，倭寇流动劫掠广东、福建、浙江等沿海地區后，窜入東番以為巢穴。福建泉州守将沈有容都司一方面派人侦察敌情，了解气候、风向、海流情况，另一方面造船、练兵、储粮。同年冬，福建巡抚朱运昌發密札令“剿东番倭”，沈有容率24艘軍艦渡海前往台灣，大破倭寇。焚沉倭寇船隻6艘，斩首15级，夺回被掳男女370余人。沈有容在大員駐紮二十多天，隨行的陳第根據台灣當時的原住民風土民情寫成《東番記》一文。

### 荷、西、汉人在台湾
1604年，荷兰人韋麻郎佔領澎湖，明浯嶼都司沈有容率兵船五十艘（約兩千人）到澎湖，要求韋麻郎離開。由于双方兵力亦相差懸殊，韋麻郎于12月15日離開澎湖，轉往台灣尋找據點。此事在澎湖天后宮内的沈有容諭退紅毛番碑上有记载。1622年，荷蘭東印度公司在印尼的總督顧恩派雷約生到澎湖，并建立風櫃尾城堡作為貿易據點。1624年明将俞咨皋率軍包圍荷蘭人，經過八個月激戰，荷蘭人撤离澎湖，转进至台灣大員設立熱蘭遮城作为據點。荷蘭東印度公司招募中国福建沿海及澎湖的汉人入台耕作，其中许多人后来定居台湾。在《安平颜氏族谱》、《东石汾阳郭氏族谱》中都有迁家入台的记载。
相传1621年，漳州籍颜思齐由日本长崎到台湾，在诸罗山一带安寮设寨，从事耕猎和贸易活动。消息传回大陆后，吸引了漳州、泉州大批贫民渡海前来投奔，人数多达3000人。1625年颜思齐病死，郑芝龙（郑成功之父）继承其事业。1628年（崇祯元年）九月，鄭芝龍受明廷招安，率部众3万余人，船只千余艘回大陆，任“五虎游击将军”，驻安海。福建发生灾荒时，郑芝龙曾送数万饥民到台湾谋生，相关费用再以租税的形式还给郑芝龙。此外，郑芝龙打破官方的海禁，几乎垄断了中国大陆沿海与台湾、澳门、日本、菲律宾之间的贸易。
1626年，西班牙人伐爾得斯率領艦隊從菲律宾馬尼拉出發，沿者台灣東海岸來到雞籠灣內的雞籠島上建立聖薩爾瓦多城作為統治中心。雖然西班牙人不被允許和明朝展開正式貿易，但卻以免關稅、免貨物稅，甚至免入關查驗的方式，吸引走私商到雞籠作生意。
1633年（崇禎六年）荷蘭東印度公司以台湾为基地對大陆福建沿海進行封鎖、掠劫，明朝水師在鄭芝龍率领下擊敗荷蘭東印度公司與海盜聯軍，史称崇禎明荷海戰。在台湾的汉人也曾反抗荷兰统治，较知名的是1652年郭懷一事件。当时有四五千漢人參與，約為台灣漢人总数的四分之一，歷时12天后被镇压，三四千名漢人死亡。
清張廷玉所修《明史》中描述的台湾疆域是，“其地，北自鸡笼，南至浪峤，可一千余里；东自多罗满，西至王城，可九百余里”。值得注意的是，雞籠与琉球、呂宋、婆羅等同被写入“列传第二百一十一外国四”篇，不在明朝版图之内。

### 郑成功擊退荷兰人

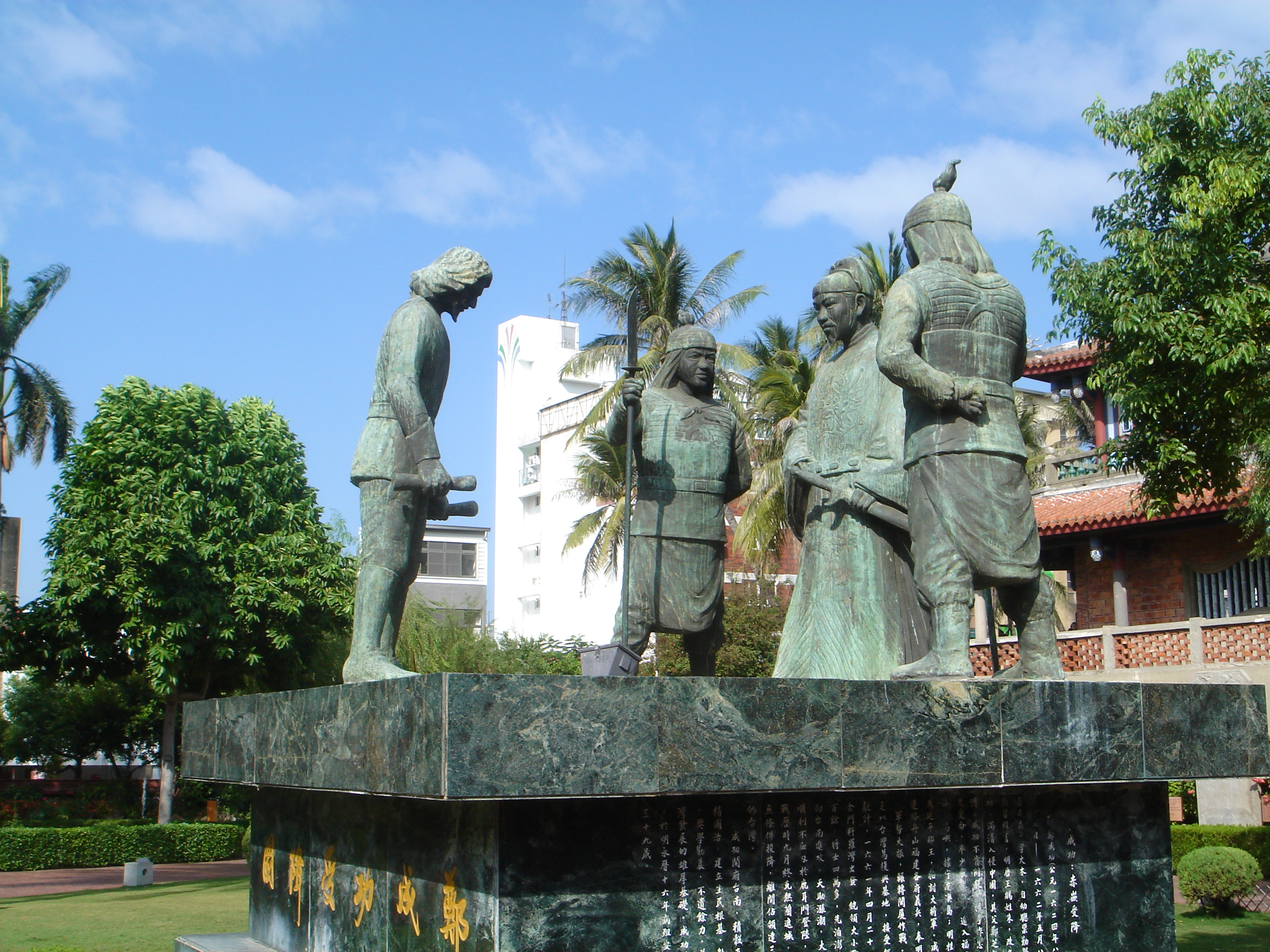
荷蘭人向鄭成功投降的塑像

1644年明朝滅亡，而明朝宗室福王、魯王、唐王先後成立南明政權。其中唐王朱聿键由鄭芝龍、鄭鴻逵兄弟於1645年在福州擁戴稱帝。1646年，清軍入福建，鄭芝龍降清，郑成功出走金門。1647年，郑成功正式以「忠孝伯招討大將軍罪臣國姓」之名誓師反清，转战大陆东南沿海十余年，并多次幫助明朝宗室與民眾渡海定居台灣，被永历帝封为延平王。由于荷兰人常劫夺汉人商船，郑成功于永曆十年（1656年）到十四年（1660年）期间两次警告荷兰人停止劫夺商船，否则将不与其贸易。
1661年4月，鄭成功以「大明招討大將軍」的名義，率兩萬五千名將士及數百艘戰艦進軍臺灣，经熱蘭遮城之戰，迫使荷蘭東印度公司在1662年2月1日簽約投降。鄭成功在台湾设承天府，试图反清复明，但不久即去世。鄭經繼位后由于担心统治的正当性不足，于1663年从金门迎大明寧靖王朱術桂到台灣，并将台湾改称为东宁，名分上仍奉明朝为正朔，并于1665年在台南设孔庙。
1674年4月21日，清朝靖南王耿精忠起兵反清，隔海邀請鄭經西征。鄭經渡海後，向耿精忠索取漳州與泉州，被拒后出兵佔領海澄與同安，雙方開始交惡。然而，泉州、漳州以及潮州陸續投靠鄭經，耿精忠見情勢不對便出兵進攻泉州，但卻被劉國軒擊退。1675年，耿精忠與鄭經談判，雙方以楓亭為界，北屬耿氏、南屬鄭氏，平息戰鬥。1676年，鄭經擊敗平南王尚之信，佔領惠州。鄭經擁有漳、泉、潮、惠四座州府後，又攻下汀州，腹背受敵的耿精忠只好降清。耿精忠降清後，獨自面對清朝軍隊的鄭經節節敗退，最後退回廈門。
1677年清朝再度與鄭經展開和談，清朝康親王傑書許諾，若鄭經從中國沿海的島嶼撤退，就答應比照朝鮮，讓東寧成為清朝藩屬，並與東寧通商，永無猜嫌。1678年清朝將領賴塔給鄭經的書信中聲稱，如果鄭軍肯退守台灣，則鄭氏可永據台灣，与朝鮮、日本地位相同，不必剃髮易衣冠、稱臣納貢全凭自愿。但鄭經索要海澄為互市，导致谈判破裂。1680年，鄭經战败，從廈門撤守台灣。从此，鄭經意志消沉，將國政全權交予監國世子鄭克𡒉與諮議參軍陳永華。1680年7月，陳永華逝世。1681年3月17日，鄭經去世，要員馮錫範杀死鄭克𡒉，立其弟鄭克塽，导致國政日劣，人心渙散。

### 清朝納台湾入版圖

1894年福建臺灣省行政區劃範圍，黑色為未控制的番地，灰色為臺東直隸州宣稱的控制範圍

1683年（康熙二十二年）7月10日，清康熙帝派施琅率领水陆官兵两万余人、战船200余艘攻打臺灣。经过7天激战，郑军精锐被全歼。7月20日，寧靖王朱術桂自杀殉国，鄭克塽则于9月17日正式递交降書，10月3日清军进入台湾受降。次年，台湾设台湾府，辖臺灣、鳳山、諸羅三縣，隸屬於福建省臺廈道，并公布「台灣編查流寓則例」，严格控制大陆汉人渡台人数。台湾建府初期，清廷即授权福建巡抚从闽省内地与台地的官员互调。因此，清代台湾的官吏多是福州人。
1721年，朱一贵在台湾自立为王，定國號為「大明」，但很快被清军剿灭。1731年（清雍正九年）年末，台湾原住民道卡斯族於大甲西社發動武裝抗官行動。當時署理福建總督郝玉麟派臺灣總兵王郡親往督征，並先後從中國大陸本土徵調官兵六千多名來臺征討。事件歷經七個月，最终台湾各酋長率眾投降，林武力等十三名酋長依清律判決斬決梟示，沙轆土官被判成立唆謀罪名而杖斃。
清廷治理台灣後，台灣與大陸的貿易更加興盛。當時台灣主要的出口物品為稻米、鹿皮與蔗糖，進口物品為紡織品、藥材及其他日用品，最主要的貿易港口為府城（今台南安平）、鹿港（今彰化鹿港）、艋舺（今台北萬華）三地。俗稱的“一府二鹿三艋舺”，就是形容此時期最興盛的貿易港口。清朝中期，大量移民來台，先來後到的族群之間存在諸多利益衝突。如福建的鹤佬人和广东的客家人、潮州人之间发生閩粵械鬥；来自福建的泉州人與漳州人之间发生泉漳械鬥；以及戲曲门派之间的西皮福祿械鬥等。不过，这時期臺灣各族群間除分類械鬥外亦有合作。例如1796年，吳沙在拓墾蛤仔難時，有漳籍、泉籍與客籍人士共同入墾。

### 清朝后期治理台湾
1860年第二次鴉片戰爭後，清政府同意开放臺灣安平、淡水通商，不久又開放打狗和雞籠二港。1874年，日本出兵台灣制造牡丹社事件。1875年，清政府派沈葆桢为钦差大臣赴台湾巡阅，并调驻防徐州的淮军唐定奎部6500人前往台湾驻守。最终，以中日签订《北京專約》暂告平息。這次外交事件，促使清廷取消中国大陆人民渡台耕墾禁令，台灣全面開放。
1884年中法战争期间，法國海軍將領孤拔佔領基隆，進攻淡水，封锁台湾海峡，并骚扰中国沿海各省。1885年（光绪十一年）7月29日，左宗棠在《台防紧要请移福建巡抚驻台镇摄折》中说明台湾必须迅速改建行省的理由。同年10月，清廷设福建台湾省，管轄原福建省的臺灣府和臺北府，原福建巡撫劉銘傳改任臺灣巡撫，臺灣建省经费主要由福建财政承担。劉銘傳在台湾巡抚任内，擴大撫番，增設郡縣，并推动一系列洋務改革，将臺灣建设成了當時大清帝國近代化程度最高的行省。

### 清朝割让台湾予日本

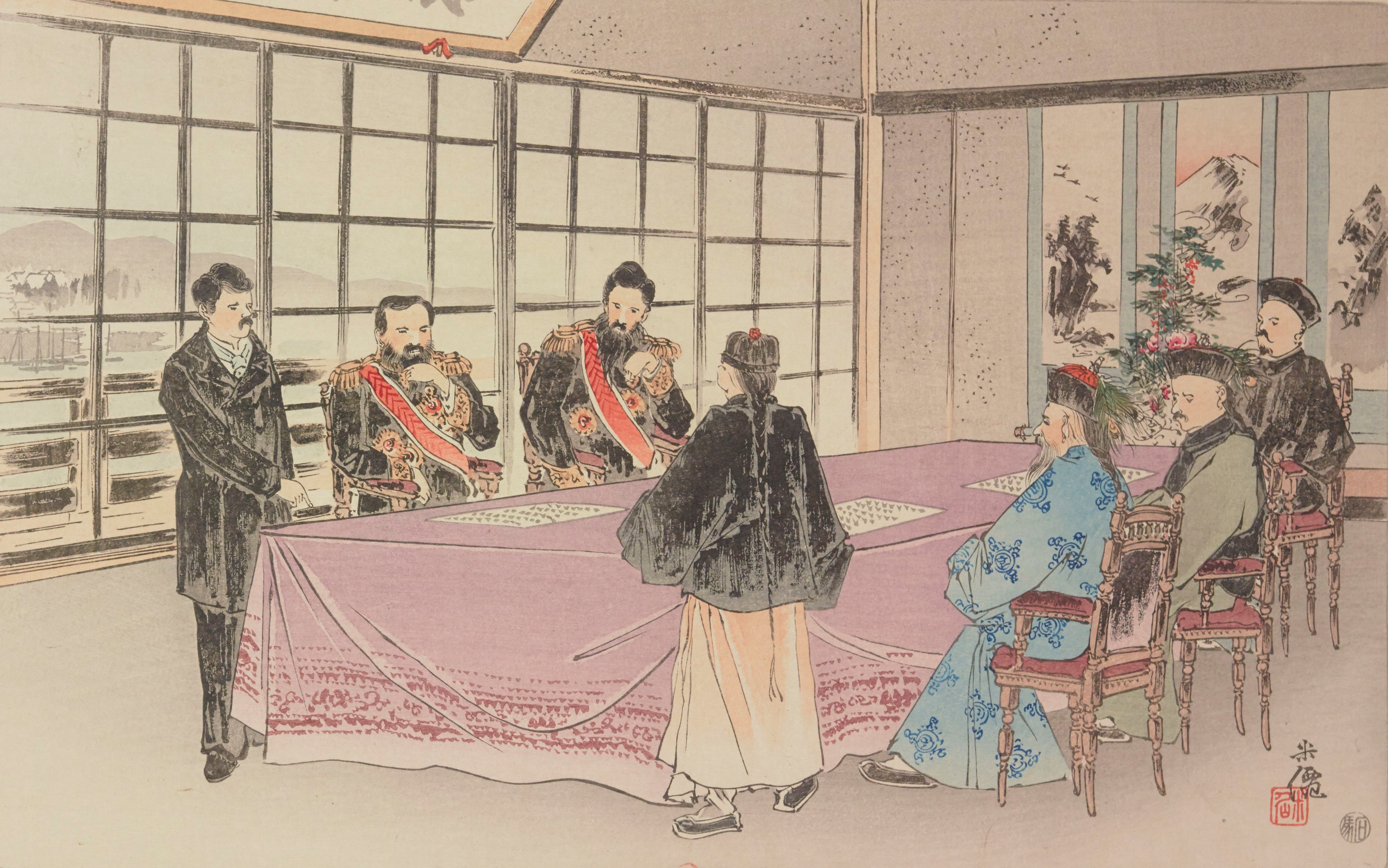
日本人繪製《馬關條約》簽字時的情景

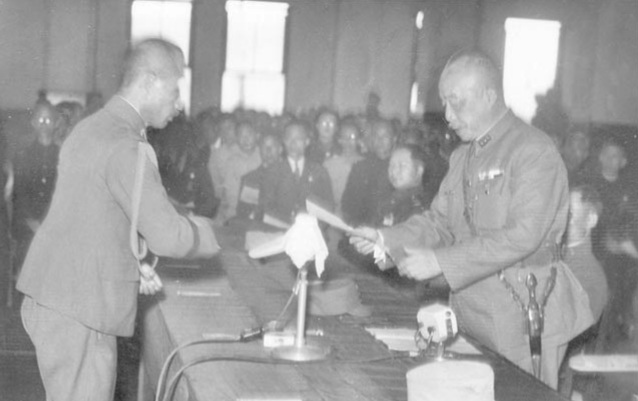
1945年10月25日於臺北公會堂，安藤利吉將軍在陳儀將軍發布署部第一號命令的受領證上簽名蓋章後，經由諫山春樹將軍（左）轉交給陳儀將軍（右）

大清在甲午战争中被日本打败，于1895年4月17日签署马关条约，割让台湾及澎湖予日本。消息傳至臺灣，時任台灣巡撫唐景崧在5月25日發表《臺灣民主國獨立宣言》，但仍奉清朝為宗主國。6月2日，清日双方完成臺灣交接，日军于10月21日進入台南灭掉臺灣民主國政權。台湾成為日本殖民地，也是日本侵略中国大陆的基地。台湾总督府作为日本帝国实施南進政策的前锋，专门针对福建制订了政策，通过在大陆创办学校、设置医院、兴建神坛和经营报社等方式进行文化渗透，对近代福建社会的发展产生了深远的影响。
1896年前后，时任日本台湾总督儿玉源太郎派时任台湾宜兰兰阳寺住持故加苏广法师到厦门布教。其后，东本愿寺僧人水谷魁曜等建立“厦门东本愿寺布教所”。1900年8月24日，该布教所被燒毀。25日，日本台湾总督派遣陆军渡海，准备占领厦门。西方列强反应强烈，英、德、美、俄都将战舰开进了厦门港，英军陆战队登陆英租界，日军被迫撤军。史称“厦门事件”。
1912年中华民国成立后，台湾蔣渭水、杜聰明、翁俊明等人相繼加入中國同盟會臺灣分會。1928年台湾共产党在上海法國租界成立，由中国共产党指導，主张推翻日本在台湾的统治，建立台湾共和国。1931年9月后，因大批党员被捕入獄，台共停止運作。1934年和1936年，福建省政府曾两次组团赴台湾考察。1895年日本開始統治台湾时，台湾的经济规模尚不及福建。但台湾经过日本人近40年的经营，已远远超过福建。因此，《台灣考察報告》中建議福建學習台灣的經濟模式。
1937年中日战争全面爆发后，旅居中國大陸的台灣民間人士在李友邦的领导下成立台灣義勇隊进行抗日活动。1938年2月23日，蘇聯航空志願隊以中華民國空軍第一大隊的名义轟炸臺北松山飛行基地。1941年12月9日中華民國國民政府正式對日宣戰，並宣布對日一切條約無效。1943年11月25日，美國陸軍航空軍駐華的第十四航空隊和中美空軍混合團第一大隊共出動14架B-25轟炸機從中國江西遂川起飛，轟炸了新竹日軍的飛行基地，毀損日本軍機共52架。1943年12月，中、英、美联合发表开罗宣言，聲明「日本竊自中國之一切領土，例如滿洲、台灣、澎湖群島等應歸還中華民國」。1945年7月，中、英、美发表波茨坦公告，明確「《開羅宣言》之條款必須實施」為日本投降的必須條件之一。9月2日，日本正式接受波茨坦公告之条款，向盟邦投降。

### 中华民国接管台湾
1945年8月29日，国民政府主席蒋中正任命时任福建省主席的陈仪为台湾省行政长官。10月15日，國民政府軍在基隆港登陸。10月25日，中华民国正式接管台湾、澎湖，列該日為臺灣光復節，惟此光復論點存在爭議。1946年1月12日，中華民國行政院宣佈「原有我國國籍」之臺灣人民於1945年10月25日起恢復中華民國國籍:61，但此舉因戰後的和平條約尚未締結而遭到美國、英國、荷蘭、日本政府反對。1947年2月底開始，台湾各地接連發生軍民衝突，陈仪暗中请求蒋中正从中国大陆增派军队进行镇压，史稱二二八事件。
1948年起，由于中华民国国军在第二次国共内战中接连失利，蔣中正开始迁移国民政府、軍队、軍眷、故宮文物、国库资产与相关档案等到台湾。1945年至1950年，中国大陆各地有近200万军民迁入台湾。这些大陆移民在台湾被称为外省人，以区别较早移民台湾的本省人。

## 当代

### 军事对峙

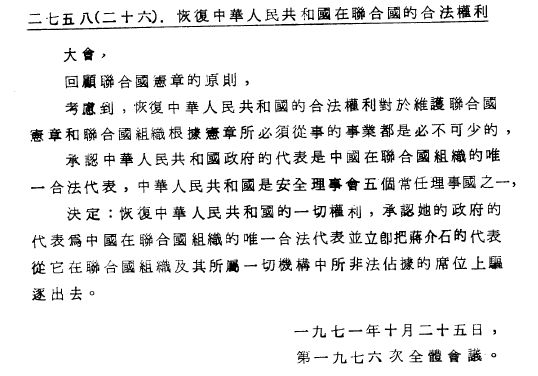
1971年聯合國大會2758號決議

1949年3月15日，新华社发表题为《中国人民一定要解放台湾》的社论，第一次提出“解放台湾”的口号。中华民国政府中樞於國共內戰失利迁往台北后，则提出「反攻大陸」、「消滅共匪」、「解救同胞」等口号，并颁布《戡亂時期檢肅匪諜條例》，嚴格限制台灣民眾與大陸人民交往聯繫。中华人民共和国成立后，海峡两岸歷經了1949年金門古寧頭戰役、1953年東山島戰役、1954年第一次金門砲戰、1955年1月一江山戰役、1955年2月大陳戰役，直到1958年八二三砲戰，双方互有胜负。
其间，朝鲜战争爆发，美军进驻台湾，同时指出台湾地位未定。于是，中华人民共和国向聯合國安理會控訴台灣遭受武裝侵犯，同时抗议联合国把中华人民共和国排除在外，但該案最終被否決。在《舊金山和約》中，日本放棄對台灣及澎湖等島嶼的一切權利、權利名義與要求，但中華民國和中華人民共和國均未参与和約签署。隨後中華民國與日本於1952年簽署《中日和約》。1954年《中美共同防禦條約》的签署，也令解放军有所忌惮。1955年4月，中華人民共和國國務院總理兼外交部部長周恩来到印尼参加萬隆會議，并發表聲明：「中國政府願意同美國政府談判，爭取用和平方式解放台灣。」李宗仁在美国获悉后，于同年8月發表《關於台灣問題的建議》作为回应，中華民國政府则封鎖此文發表之消息。:2
1958年10月初，解放軍宣布放棄封鎖金門，后来改為「單打雙不打」逐漸減少攻勢，两岸角力转而以法统争执为主，争夺国际社会上中国的代表权。1963年周恩来将共产党的对台政策归纳为一綱四目。1971年，中华人民共和国取代中华民国成为联合国安理会常任理事国；1972年尼克森訪華签署了《上海公报》，同年9月中日建交；1979年1月1日美国与中华人民共和国建交，同时与中华民国断交，以《臺灣關係法》取代《中美共同防禦條約》，并从台湾撤军。两岸外交形势逆转。1979年1月1日，中華人民共和國國防部部長徐向前發表《國防部關於停止對大金門等島嶼炮擊的聲明》正式对歷時21年的金門炮战劃上了句號。

### 缓和交流

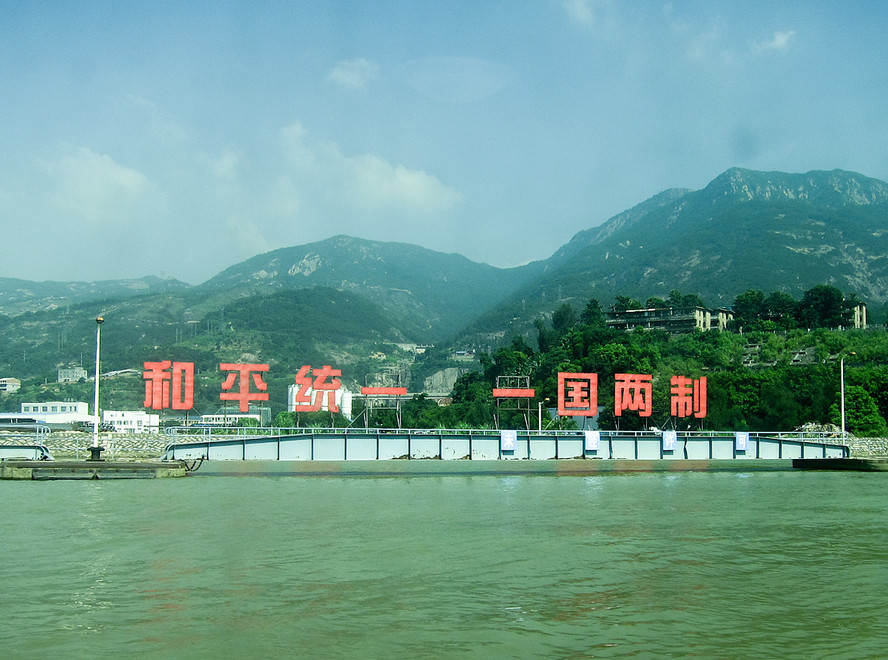
福州馬尾區海岸的“和平统一，一国两制”标语與馬祖列島遙遙相望

1979年1月1日，中国大陆全国人民代表大会常务委员会发出《告台湾同胞书》，以「和平統一、一国两制」取代原来的「解放台灣」，对台湾的态度从强硬趨向緩和。對此蔣經國于4月4日提出“不接觸、不談判、不妥協”的三不政策作为回应。5月29日台灣海峽復航。1980年6月9日，蔣經國提出「三民主義統一中國」。1981年第一家台资企业在福州落户，福建开放4个口岸为台船停泊点和台胞接待站，开创了改革開放後兩岸贸易和人员往来之先河。1981年10月1日，中华人民共和国全國人大常委會委員長葉劍英提出有關和平統一臺灣的九條方針政策，表示「國家實現統一後，臺灣可作為特別行政區，享有高度的自治權，並可保留軍隊。中央政府（指北京）不干預臺灣地方事務。」1982年7月24日，中共中央統戰部部長廖承志致信給蔣經國，呼籲兩岸展開和談，「相逢一笑泯恩仇」；中華民國政府未回應，且在1984年炮击解放军实控的角屿，大陆保持克制并未还击。1987年7月15日，中華民國政府終於宣佈台灣地區解嚴。
同年11月2日年台湾开放民众到大陆探亲，两岸民间经贸活动迅速升温。1988年8月中华民国行政院大陆工作会报成立，协调两岸经贸交流。1989年6月，台灣地區正式開放大陸地區物品間接輸入。此后兩岸經貿往來中，台灣对大陆享有巨额順差，对大陆经济的依存度也逐年攀升。1990年10月7日，中华民国時任總統李登輝宣布成立國家統一委員會，並於1991年2月23日通過了國家統一綱領，主张依據「民主、自由、均富」的原則推動中國統一。憲法增修條文將中華民國分成「大陸地區」與「自由地區」。《兩岸人民關係條例》中将「大陸地區」定義為「臺灣地區以外之中華民國領土」。
1991年，台湾海基會与大陆海協會相继投入运作，1992年在香港进行会谈，但無成果。1993年4月，两岸在九二共识的基础上举行汪辜会谈。1995年1月，时任中共中央总书记的江泽民，提出发展两岸关系、推进中国和平统一进程的八项主张。对此，李登辉总统于4月8日提出六項建議作为回应，被称为李六条。

### 意識對立

世界台灣人大會旗被廣泛使用於臺獨活動場合，以彰显台湾主体性

1990年闽平渔事件和1994年千岛湖事件及小金門高炮誤擊廈門事件的发生，引发了两岸民众的不满情绪。1995年6月，时任中華民國总统的李登輝以私人名义訪問康乃爾大學，提出了中華民國在台灣的國家定位，引发臺灣海峽飛彈危機。1996年8月，中国大陆开放福州、厦门两港作为两岸直航港口，不过台湾仅仅开放高雄为境外营运中心作为回应，并采取不进货、不通关的措施阻碍两岸三通。1996年9月14日，中華民國總統李登輝在台灣經營者大會上提出“戒急用忍”的主張，限制台灣企業界对中國大陸的投資。1997年，福建建立“海峡两岸（福州）农业合作试验区”和“海峡两岸（漳州）农业合作试验区”。1999年5月，民进党全代会通过了《臺灣前途決議文》。同年7月，李登辉总统提出两国论，主张台灣和中國大陸的關係是「國家與國家」，「至少是特殊的國與國的關係」。

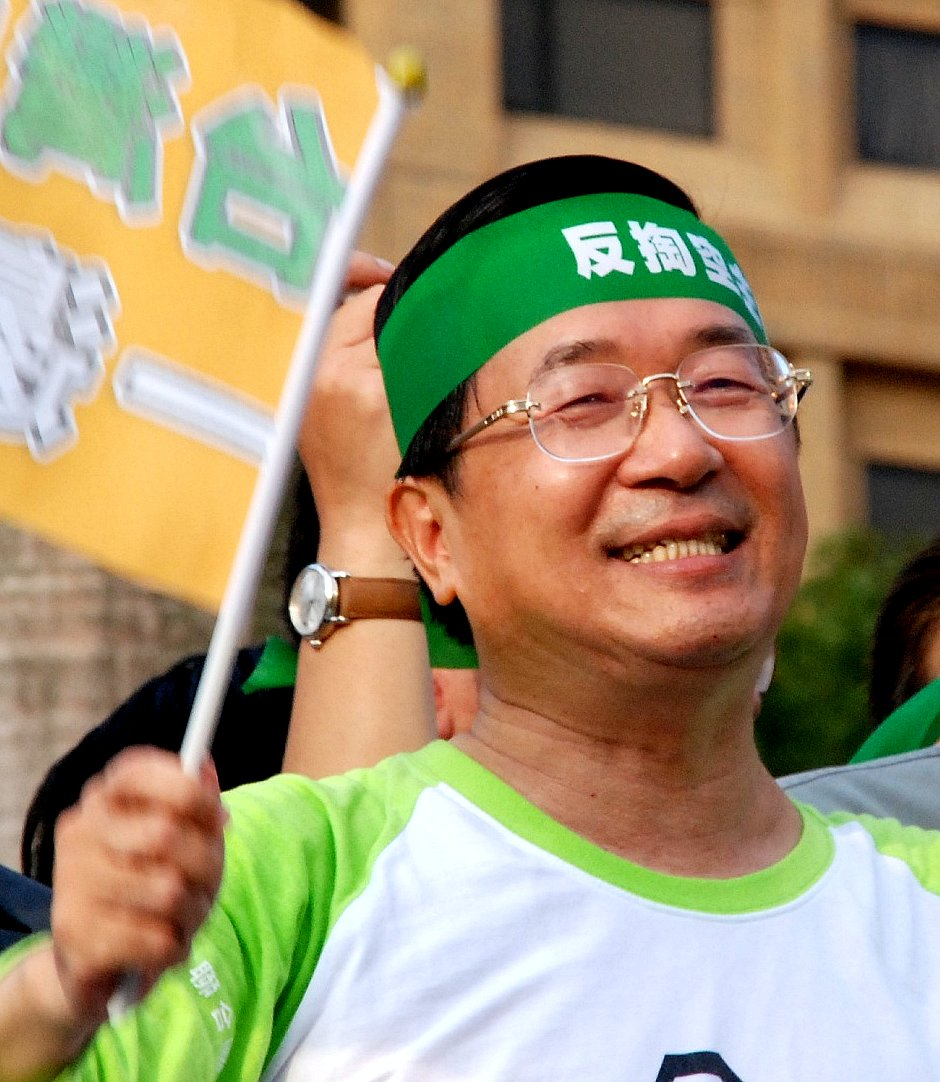
2008年10月25日，中华民国前總統陳水扁手持「臺灣中國、一邊一國」的旗幟参加游行

2000年民进党首次擔任中華民國的执政黨，陈水扁在就职典礼上提出四不一没有，即「只要中共無意對台動武，本人保證在任期之內，不會宣布獨立，不會更改國號，不會推動兩國論入憲，不會推動改變現狀的統獨公投，也沒有廢除國統綱領與國統會的問題」。他在任内推进一系列“去中国化”、“去蒋化”等台灣本土化運動。2001年，馬祖、金门和馬尾、厦门之间實現了通商、通航和通郵。2001年5月，陈水扁出訪瓜地馬拉時拋出了關於兩岸關係的“新五不政策”。2002年8月2日，陳水扁在“世界台灣同鄉會”上透過視訊會議提出“一邊一國”，指台灣、中國不屬同一國家。2004年2月22日陈水扁称，大陆以496颗导弹对准台湾，每6天还增加一颗。因此，台湾举办228百萬人手牽手護台灣活动，反對中國大陸部署針對臺灣的飛彈設施。
2005年3月，陈水扁总统对歐洲議會議員及新聞媒體表示，做不到把中華民國國號改為台灣共和國。中共中央总书记胡锦涛则发表了对台工作的四个“绝不”，随后全国人民代表大会通过了《反分裂國家法》。3月26日，民进党、台聯等组织游行表达抗议。然而在4月至7月，國民黨主席连战、亲民党主席宋楚瑜、新黨主席郁慕明相继访问大陆，缓和了两岸关系。2005年8月2日，陈水扁提出了四階段論，即“中華民國在大陸，中華民國到臺灣，中華民國在臺灣，中華民國是臺灣”。四天后，又提出了一个原则、三个坚持、五个反对作为处理两岸事务的准则。2006年陈水扁宣布《國家統一綱領》「終止適用」，并于2007年提出了“四要一没有”，即：台灣要獨立，臺灣要正名，臺灣要新憲，臺灣要發展；臺灣沒有左右路線，只有統獨的問題。不过，这并未引起中美的强烈反应，两岸经贸往来仍持续发展。2008年全年，“小三通”旅客运量达97.4万人次。

### 互惠协商

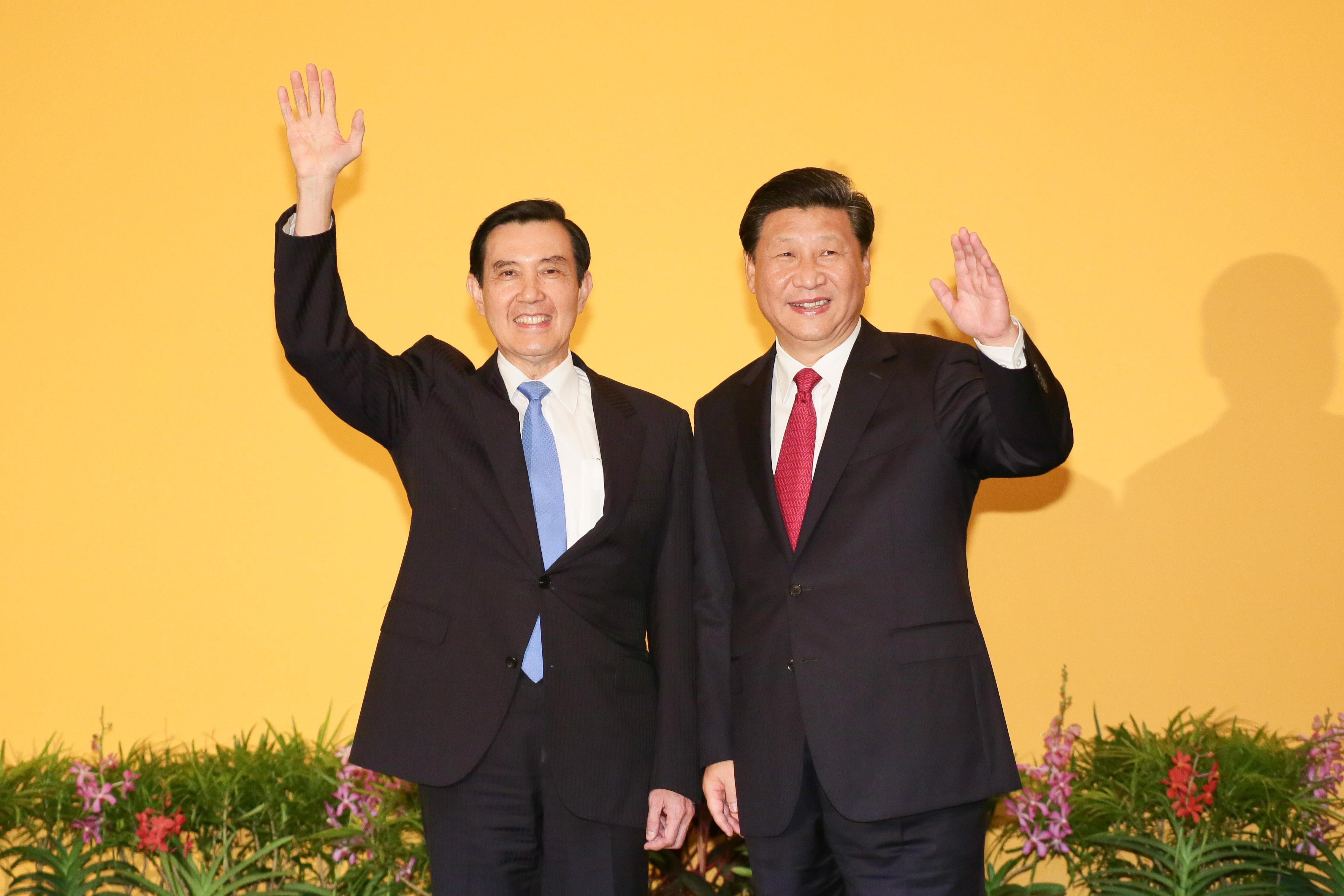
2015年11月7日，海峡两岸领导人会面于新加坡。

2008年3月22日，马英九赢得中华民国总统选举，5月20日中国国民党重新执政，主张不統、不獨、不武，即「在馬英九任內，保證不推動兩岸統一，也不會宣布台灣獨立，兩岸之間不進行軍事戰爭」。同年10月、11月，曾任中共中央台灣工作辦公室主任及主任助理的海协会副会长張銘清、会长陳雲林访台，被台湾抗議民众袭击、围攻。同年12月31日，中共中央总书记胡锦涛在《告台湾同胞书》发表三十周年纪念会上提出“胡六点”。两岸关系在“九二共识”的基础上不断发展，海基会和海协会共進行了十一次「領導人會晤」，两岸陆续签署了二十三项协议及两项共同声明，其中包括海峽兩岸經濟合作架構協議（ECFA）、兩岸定期班機直航啟動、兩岸共同打擊犯罪合作等。2013年陆委会首次被允许参与APEC会议被认为是两岸关系进展大突破。
2014年台湾太阳花学运遏制了两岸经济一体化的势头。同年6月，民進黨籍臺南市長賴清德訪問中國大陸时表示：「臺灣的前途由2300萬人民共同決定」。中共中央臺辦则回应称「任何涉及中國主權和領土完整的問題，必須由包括臺灣同胞在內的全中國人民共同決定」，並且強調反對臺獨的立場不變。同月，中共中央台办主任张志军访问台湾与陆委会主委王郁琦会面，引发台灣國內一连串争议和冲突。9月，中共中央台辦邀請20多個台灣統派團體訪問北京，中共中央總書記習近平重申「和平統一、一國兩制」是大陆解决台湾问题的基本方針。对此，行政院長江宜樺表示，「中華民國從來不接受一國兩制的政策，我們的主張就是在中華民國的憲法架構下，維持現狀」。中国大陆则继续推出新的统战策略。2015年11月7日，海峡两岸最高领导人馬英九與習近平在新加坡舉行會面，这是海峽兩岸自1949年政治分立以来66年间，雙方最高領導人的首次會晤，雙方就推进两岸关系和平发展交换了意见。民进党主席兼总统参选人蔡英文批评该会面“企图用政治框架，框限未来在两岸关系上人民的选择”。

### 台海现状

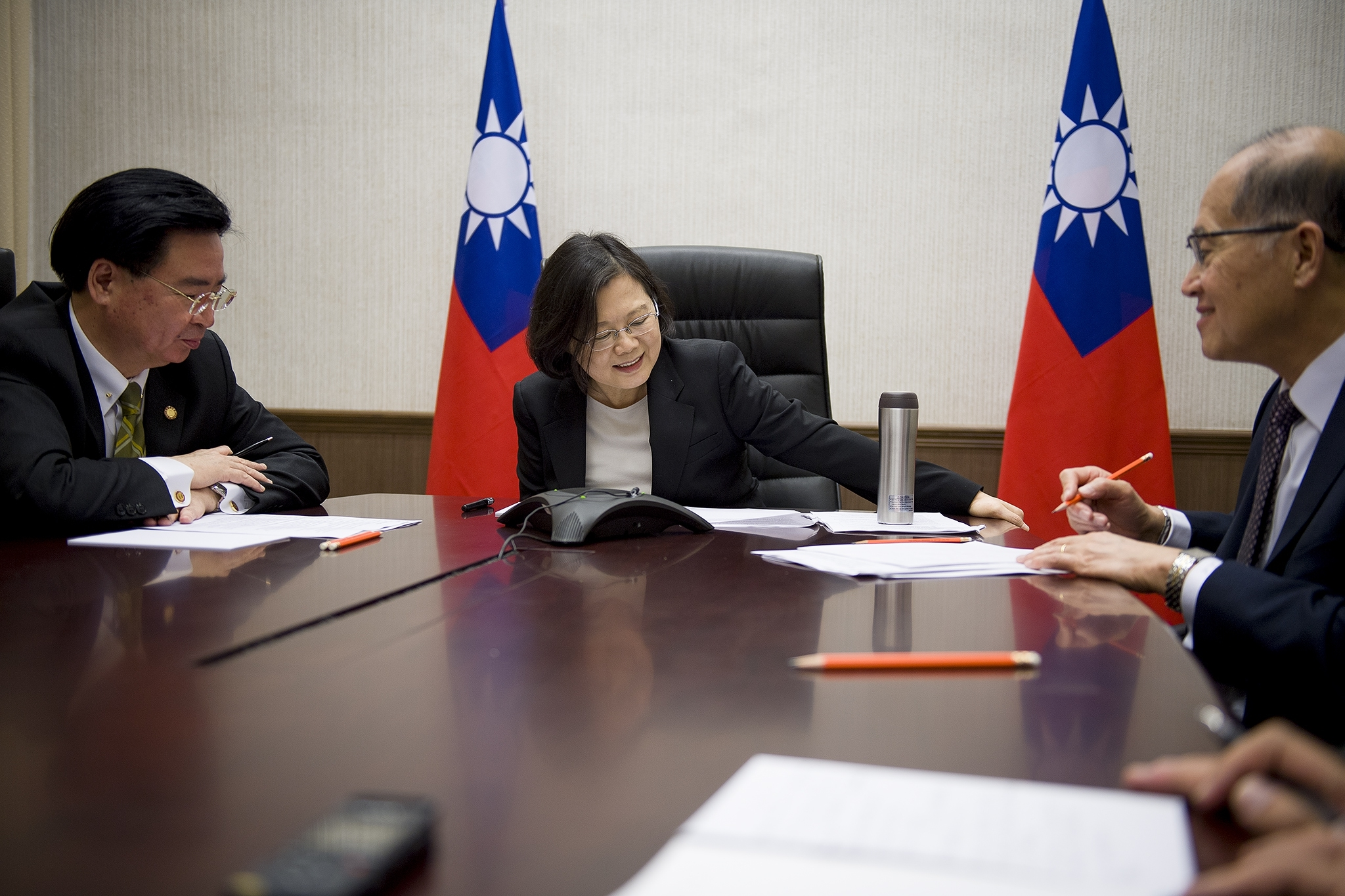
2016年12月2日的川蔡通话曾被认为是台湾外交突破

2016年5月20日民主進步黨籍的蔡英文就任中华民国总统以来，主张维持现状，不承认九二共识，并于2016年底成功与美国候任总统川普通电话。習近平政府不断施压蔡英文政府，企盼蔡英文能重回九二共识的轨道上。蔡英文则在民进党创党30周年之际，以黨主席身分發給民進黨員的公開信中表示，要力抗中国大陸的压力，发展与其他国家的关系，摆脱对中国的過度依赖。大多数台湾民众不满中國大陸在國際社會的打壓，另一方面有半數民眾不满蔡英文处理两岸关系的表现。
中共中央总书记习近平在2019年1月2日的「《告台湾同胞书》发表40周年纪念会」时，于北京人民大会堂发表《习五条》。习近平針對台湾问题，重申「海峡两岸同属一个中国，共同努力谋求国家统一的九二共识」。同日下午，中華民國總統蔡英文召開臨時記者會表示：「拒絕九二共識」，「堅決反對一國兩制」。自2019年3月以来，中国人民解放军不断在台海地区进行演练。中華民國外交部发言人欧江安在2021年4月30日表示中方的行為已對臺海區域安全及現狀產生危害。2021年5月12日，中共中央台办发言人朱凤莲称，“台独”顽固分子，恶意诋毁大陆，煽动两岸对立，将受到严惩，并被依法终身追责。。同年11月5日，中共中央台办点名台湾外交部长吴钊燮、立法院长游锡堃和行政院长苏贞昌为“台独顽固分子”。对此，吴钊燮表示这是一份殊荣，游锡堃感觉光荣并表示感谢，苏贞昌则表示不受恐吓。
2022年8月2日，美國眾議院議長裴洛西訪台，解放军随即围绕台灣進行一系列軍演，發射多枚彈道飛彈。演习区域不仅跨越海峽中線，甚至进入台灣領海。2022年8月10日，中共中央台辦與國務院新聞辦聯合發布第三份台灣問題白皮書——《台灣問題與新時代中國統一事業》，提及「一國兩制台灣方案」以及「台灣特別行政區」。2022年8月16日，中共中央台办將萧美琴、顾立雄、蔡其昌、柯建铭、林飞帆、陈椒华、王定宇等列入台独顽固分子清單实施制裁。
2023年4月7日，中共中央台办发言人朱凤莲表示，远景基金会、亚洲自由民主联盟在国际上大肆兜售台独主张，制造一中一台、两个中国等违反一个中国原则的事件。大陆方面决定禁止远景基金会、亚洲自由民主联盟负责人进入大陆和香港、澳门特别行政区，禁止大陆有关组织和个人与其进行合作。
2023年9月12日，中共中央、中国国务院发布关于支持福建探索海峡两岸融合发展新路、建设两岸融合发展示范区的意见文件。文件提到畅通台灣人往来通道，取消台灣人在闽暂住登记，鼓励台灣人在福建购房置业、鼓励福建企业雇用台湾员工等。
2025年3月13日，賴清德總統公開指稱「中國是臺灣的境外敵對勢力」，認為中國正在滲透臺灣，挑撥臺灣社會內部的安定，並透過媒體戰、心理戰、法律戰等方式混淆臺灣人民對於國家的認同。中華人民共和國外交部發言人毛寧隨即稱「臺灣沒有總統，臺灣問題也不是外交問題」。對此，臺灣外交部則駁斥中方誤導國際社會視聽，無視客觀歷史事實——即臺灣地區從未受中國共產黨統治。

### 引用
1. ↑  林滿紅. . 国立中央大学. 臺北: 自立晚報社文化出版部. 1994  [2017-06-07]. ISBN 9575962885. （原始内容存档于2017-12-01）.
2. 1 2  汪大淵.  . 维基文库. 彭湖，地隸泉州晉江縣。至元間立巡檢司。琉球，其峙山極高峻，自彭湖望之甚近。海外諸國蓋由此始。
3. 1 2  周婉窈. . 故宮文物月刊. 2003-04, (241): 22-45.
4. ↑  . BBC. 2021-04-16  [2023-02-23]. （原始内容存档于2023-04-21）.
5. ↑  徐向前. . 中国政府网. 中国台湾网. 2006-02-28  [2017-05-31]. （原始内容存档于2017-08-18）.
6. ↑  
. 印度尼西亞商報 Shangbao Indonesia. 2015-12-29  [2017-05-29]. （原始内容存档于2016-02-16）.
7. ↑  台湾行政院大陆委员会第277次委员会议报告.2016-10-31
8. ↑  王功安. . 人民网. 2005-06-09  [2017-05-28]. （原始内容存档于2018-09-22）.
9. ↑  邵宗海.  (PDF). 遠景基金會季刊. 2003-10, 4 (4)  [2017-05-29]. （原始内容存档 (PDF)于2017-08-14）.
10. 1 2 3 4  邵宗海.  (PDF). 新文京開發出版股份有限公司.   [2017-05-28]. （原始内容存档 (PDF)于2018-09-22）.
11. ↑  叶哲明. . 中国古代史. 1982, (23).
12. ↑  陳壽.  . 维基文库. 吳書·孫權傳. 遣將軍衛溫、諸葛直將甲士萬人浮海求夷洲及亶洲。亶洲所在絕遠，卒不可得至，但得夷洲數千人還。
13. ↑  伊能嘉矩. . 1985: 25–26 （中文）.
14. ↑  郭廷以. . 1954.
15. ↑  陳碧笙. . 北京: 中國社會科學出版社. 1982.
16. ↑  馮鉞.  (PDF). 参阅文稿. 2013-08-08, (41). （原始内容 (PDF)存档于2015-09-28）.
17. ↑  史明. . 2014-07-01. ISBN 9789574316441.
18. ↑  .  . 维基文库. 志第二十六.
19. ↑  魏徵等.  2010年重印本. 臺北市: 臺灣商務印書館. 2010. ISBN 9789570524994 （中文（臺灣））.
20. ↑  .  . 维基文库. 流求國.
21. ↑  柏楊. . 同心出版. 2005: 170  [2011-06-06]. ISBN 7-80716-121-3 （中文（简体））.
22. ↑  趙汝適.  . 维基文库. 毗舍耶. 1225. 泉有海島曰彭湖，隸晉江縣。
23. ↑  . 中华人民共和国驻哥德堡总领事馆.   [2017-06-08]. （原始内容存档于2017-06-05）.
24. ↑  .  . 维基文库. 汪大猷. 起知泉州。毗舍邪嚐掠海濱居民，歲遣戍防之，勞費不貲。大猷作屋二百區，遣將留屯。
25. ↑  福建省地方志编纂委员会. . 福建省情资料库. 2015-10-24  [2017-06-01]. （原始内容存档于2017-08-11）.
26. ↑  林滿紅 1994，摘要
27. ↑  . 台灣歷史圖說.   [2017-06-08]. （原始内容存档于2018-08-21）.
28. ↑  唐文基. . 福建教育出版社. 1995年: 335. 宋元时期台湾土著因缺铁而贵铁，大陆船至即竞将食物求易钉铁。
29. 1 2  連橫.  . 维基文库. 開闢紀. 1918.
30. ↑  劉寧顏 (编). . 臺北: 台灣省文獻委員會. 1994.
31. 1 2  .  . 维基文库. 琉求. 彭湖诸岛与琉求相对。
32. ↑  屠薇君 2004，第二章 中國歷代王朝對台灣的開發
33. ↑  陳第. . 明朝. 永樂初，鄭內監航海諭諸夷，東番獨遠竄，不聽約，於是家貽一銅鈴，使頸之，蓋狗之也。至今猶傳為寶。
34. ↑  蒋毓英. . . 清康熙. 大井。明宣德间太监王三保到此，曾在此井取水，即今西定坊大井也。
35. ↑  邱清华. . 东方收藏.   [2017-05-29]. （原始内容存档于2020-03-13）.
36. ↑  . 台湾文学知识平台. 國立台灣文學館.   [2017-05-31]. （原始内容存档于2019-03-05）.
37. ↑  遠流台灣館. . 遠流出版. 2000: 13. ISBN 9573241617.
38. ↑  . 中国新闻网. 2000-09-15  [2017-06-06]. （原始内容存档于2019-08-12）.
39. ↑  百家讲坛. . 凤凰网. 2010-04-27  [2017-06-06]. （原始内容存档于2019-08-12）.
40. ↑  . 新浪网. 中国台湾网. 2005-10-24  [2017-06-05]. （原始内容存档于2019-03-05）.
41. ↑  . 澎湖资讯网. 澎湖時報. 2006-07-19  [2017-05-29]. （原始内容存档于2016-03-05）.
42. 1 2  Wills, John E., Jr. . Rubinstein, Murray A.  (编). . M.E. Sharpe. 2006: 84–106. ISBN 978-0-7656-1495-7.
43. ↑  周婉窈.  (pdf]). 《鄭欽仁教授榮退紀念論文集》 (臺北市: 稻鄉出版): 267–293.   [2017-05-28]. （原始内容存档 (PDF)于2013-10-17）.
44. ↑  . 华夏经纬.   [2016-10-20]. （原始内容存档于2019-08-18）.
45. ↑  屠薇君 2004，第三章 明朝前期海峽兩岸關係的曲折發展
46. ↑  荷西．馬利亞．阿瓦列斯; 李毓中等译. . 南投市: 國史館台灣文獻館. 2006-12: 36  [2017-05-31]. ISBN 986007769X. （原始内容存档于2019-03-05）.
47. ↑  歐陽泰. . 遠流. 2007-03-07: 172. ISBN 9789573259404.
48. ↑  程紹剛譯，荷蘭人在福爾摩沙，聯經出版，2000年
49. ↑  馬德茂, 鄭保國 & 張鵬程 2004，第139頁
50. ↑  黃昭堂 〈第二次大戰前台灣人意識的探討〉《台灣淪陷論文集》，台北：財團法人現代學術研究基金會，頁82
51. ↑  Johannes Huber原著，林偉盛譯，〈中國移民對抗東印度公司：1652年的郭懷一事件〉《臺灣文獻》第53卷3期，頁119
52. ↑  張廷玉.  . 维基文库. 列傳第二百一十一 外國四 （中文）.
53. ↑  周婉窈. . 聯經出版事業公司. 2012-03-23: 151–152. ISBN 9570839554.
54. ↑  黃秀政; 張勝彥; 吳文星. . 台湾: 五南圖書出版股份有限公司. 2002: 52. ISBN 9571127388.
55. ↑  陳錦昌，2004，《鄭成功的台灣時代》，p.053-073。台北：向日葵文化。
56. 1 2  馬德茂, 鄭保國 & 張鵬程 2004，第四章 鄭成功收復台灣與清朝的統一
57. ↑  《先王實錄》：「承天府安平鎮，本藩暫建都於此，文武各官及總鎮大小將領家眷暫住於此。」
58. ↑  台灣英文新聞股份有限公司編輯部. . . 台南市政府. 2009: 64  [2022-07-16]. ISBN 9789868531635. （原始内容存档于2021-05-13）.
59. ↑  . 讲历史.   [2017-07-12]. （原始内容存档于2017-06-29）.
60. ↑  林珮瑩. . 國立成功大學中國文學系碩博士班碩士論文 (臺南市: 國立成功大學). 2011.
61. 1 2  連橫.  . 维基文库. 建國紀. 1918.
62. ↑  宋貴龍. . 國立中山大學中山學術研究所碩士論文 (高雄市: 國立中山大學). 2008.
63. ↑  . 新浪网. 中国台湾网. 2005-10-24  [2017-06-05]. （原始内容存档于2019-03-05）.
64. ↑  王泰升; 薛化元; 黃世杰. . 台灣五南圖書出版股份有限公司. 2015-07-17  [2017-06-04]. ISBN 9789571178615. （原始内容存档于2017-03-05） （中文（臺灣））.
65. 1 2 3  汪毅夫. . 福建教育出版社. 2006  [2016-10-11]. （原始内容存档于2016-10-12）.
66. ↑  周璽《彰化縣志》卷六·田賦志·番丁
67. ↑  國立故宮博物院《宮中檔雍正朝奏摺》二十輯
68. ↑  .   [2016-10-13]. （原始内容存档于2016-11-30）.
69. ↑  .   [2017-05-30]. （原始内容存档于2017-12-18）.
70. ↑  戴寶村. . 台湾月刊. 台湾省政府. 2008年8月  [2016-10-12]. （原始内容存档于2016-09-29）.
71. ↑  渔樵耕读. . . 中国城市出版社. 2007-05-01. ISBN 9787507418552.
72. ↑  梁伯華. . 香港: 商務出版社. 1991. ISBN 9789570503968.
73. ↑  林君成. . 中國文化大學史學研究所博士論文 (臺北市: 中國文化大學). 2007.
74. ↑  . 追学网. 2015-10-24  [2017-05-29]. （原始内容存档于2019年3月5日）.
75. ↑  劉寧顏 編：《重修臺灣省通志》，臺北市；臺灣省文獻委員會，1994年。
76. ↑  .  . 维基文库. 卷四百十六 劉銘傳.
77. ↑  馬德茂, 鄭保國 & 張鵬程 2004，第194頁，台湾建省与刘铭传“理番”
78. ↑  顧瑞鈴. . 銘傳大學應用中國文學系碩士在職專班碩士論文 (桃園縣: 銘傳大學). 2008.
79. ↑  王育德.  中文修訂版. 東京都: 臺灣青年社. 1979: 107 （日语）.
80. ↑  矢內原忠雄; 林明德. . 財團法人吳三連台灣史料基金會. 2014-12-10. ISBN 9789868973749.
81. ↑  鄭政誠.  (PDF). 《史匯》 (國立中央大學歷史研究所). 2006年9月, (第十期): 1页  [2017-05-27]. （原始内容存档 (PDF)于2017-03-05）. 日人領臺後不久隨即以臺灣為基地，展開對福建的侵略
82. ↑  梁華璜 2001
83. ↑  毛章清. . 中国青年政治学院学报. 2010年, (第1期): 125  [2016-10-20]. （原始内容存档于2016-10-21）.
84. ↑  . 人民网. 1900年美國報紙頭版的“廈門事件” 究竟發生了什麼事. 2016年3月21日  [2016-10-20]. （原始内容存档于2016年10月20日）.
85. ↑  莊永明. . ISBN 9571333271.
86. ↑  曾郁明. . 國立臺灣師範大學政治學研究所碩士論文 (臺北市: 國立臺灣師範大學). 2006.
87. ↑  李怡; 張堂錡. . 2016年6月1日: 250  [2016-10-24]. （原始内容存档于2016年10月25日）.
88. ↑  馬德茂, 鄭保國 & 張鵬程 2004，第七章 從五四運動到台灣光復期間海峽兩岸革命情結
89. ↑  王政文. . 五南圖書出版股份有限公司. ISBN 9867332792.
90. ↑  周湘雲. . Story Studio Inc. 2015-12-25  [2017-05-29]. （原始内容存档于2018-09-22）.
91. ↑   . 维基文库. 1941-12-09. 所有一切條約、協定、合同，有涉及中、日間之關係者，一律廢止。
92. ↑  . 国军历史文物馆. 國防部. 2014-03-31  [2017-05-29]. （原始内容存档于2016-03-04）.
93. ↑   . 维基文库. 1943-12-01. all the territories Japan has stolen from the Chinese, such as Manchuria, Formosa, and The Pescadores, shall be restored to the Republic of China.
94. ↑   . 维基文库. 1945-07-26. (8) The terms of the Cairo Declaration shall be carried out and Japanese sovereignty shall be limited to the islands of Honshu, Hokkaido, Kyushu, Shikoku and such minor islands as we determine.
95. ↑   . 维基文库. 1945-09-02. 茲接受美、中、英三國政府首領於一九四五年七月二十六日在波茨坦所發表，其後又經蘇維埃社會主義共和國聯邦所加入之公告所列舉之條款。中英美蘇四國在此文件中將被稱為盟邦。
96. ↑  蔡德金译. 日本读卖新闻社 , 编. . 档案出版社. 1992  [2017-05-31]. ISBN 9787800193330. （原始内容存档于2017-04-22）.
97. ↑  馬德茂, 鄭保國 & 張鵬程 2004，第九章 台灣回歸祖國與國民政府對台灣的治理
98. ↑  . 中華民國外交部. 2015-08-27  [2017-06-13]. （原始内容存档于2016-04-07）.
99. ↑  . 中華民國外交部. 2011-09-28  [2017-06-13]. （原始内容存档于2016-03-07）.
100. ↑  . 中華民國外交部. 2010-03-23  [2017-06-13]. （原始内容存档于2017-08-17）.
101. ↑  林良昇. . 自由時報 (臺北市). 2015年10月24日  [2015年12月12日]. （原始内容存档于2015年12月22日）.
102. ↑  民視新聞. . 民視 (高雄市). 2016年12月1日  [2017年6月13日]. （原始内容存档于2016年12月8日）.
103. ↑  林朝億. . 新頭殼. 2017年1月3日  [2017年1月3日]. （原始内容存档于2017年1月4日）.
104. ↑  徐熙光. . 臺北市: 臺灣商務印書館. 1995年10月. ISBN 9570506997.
105. 1 2  湯熙勇.  (pdf). 人文及社會科學集刊 (中央研究院人文社會科學研究中心). 2005年6月, 17 (2): 393–437. ISSN 1018-189X.
106. ↑  Department of State. . Vol. VIII, The Far East. Washington: United States Government Printing Office（英语：United States Government Printing Office）. 1971: pp. 358–359 （英语）.
107. ↑  何義麟.  (PDF) (报告). 臺北市: 財團法人交流協會: 第6, 11頁. 2002年2月  [2017-06-01]. （原始内容 (PDF)存档于2016-10-16）.
108. ↑  林桶法. . 聯經出版事業公司. 2009-08-24. ISBN 957083451X.
109. ↑  《文史參考》2011年第22期. . 人民日報社.
110. ↑  . 人民网.   [2016-12-12]. （原始内容存档于2018-06-12）.
111. ↑  . 深圳市人民政府台湾事务办公室. 2016-10-12  [2017-06-08]. （原始内容存档于2017-06-19）.
112. ↑  徐京利. . 中国档案出版社. 2010-06-23  [2017-06-08]. （原始内容存档于2017-06-08）.
113. ↑  , Truman library, 1950-06-27  [2007-10-06], （原始内容存档于2014-11-09）
114. ↑  伍修权.  . 维基文库. 1950-11-28.
115. ↑  . 紐約發拉星草場: 聯合國安全理事會. 1950-11-30  [2015-08-24]. （原始内容存档于2015-08-24）.
116. ↑   . 维基文库. 1951-09-08.
117. ↑   . 维基文库. 1952-04-28.
118. ↑  北明. . 华夏快递. 2003  [2017-06-08]. （原始内容存档于2017-08-15）.
119. ↑  徐京利. . 观察者. 解密中国外交档案. 2013-04-11  [2017-07-12]. （原始内容存档于2019-03-05）.
120. ↑  . 北京: 中國文史出版社. 2000-02. ISBN 978-7-5034-1065-9.
121. ↑  毛泽东.  . 维基文库. 1958-10-06. 为了人道主义，从十月六日起，暂以七天为期，停止炮击，你们可以充分地自由地输送供应品，但以没有美国人护航为条件。
122. ↑  邰言. . 中国和平统一促进会. 统一论坛. 2015-06-23  [2017-06-06]. （原始内容存档于2016-11-14）.
123. ↑  郝保權. . 人民網. 人民政協報. 2012-09-13  [2017-07-12]. （原始内容存档于2019-03-05）.
124. ↑   . 维基文库. 1972-02-26. 美国方面声明：美国认识到，在台湾海峡两边的所有中国人都认为只有一个中国，台湾是中国的一部分。英文版：The US side declared: The United States acknowledges that all Chinese on either side of the Taiwan Strait maintain there is but one China and that Taiwan is a part of China.
125. ↑   . 维基文库. 1972-09-29. 中华人民共和国政府重申：台湾是中华人民共和国领土不可分割的一部分。日本国政府充分理解和尊重中国政府的这一立场，并坚持遵循波茨坦公告第八条的立场。
126. ↑   . 维基文库. 1979-01-01. 美利坚合众国政府承认中国的立场，即只有一个中国，台湾是中国的一部分。The Government of the United States of America acknowledges the Chinese position that there is but one China and Taiwan is part of China.
127. 1 2 3  单玉丽.  (PDF). 东亚论文. 2010年2月1日  [2016-10-11]. （原始内容存档 (PDF)于2017年3月5日）.
128. 1 2  邵宗海.  (PDF). 遠景基金會季刊. 2004-01, 5 (1): 99–100  [2017-05-29]. （原始内容存档 (PDF)于2019-03-05）.
129. ↑  許雪姬. . 臺北: 遠流出版. 2004: 64－65. ISBN 9570174293.
130. ↑  . 中远航运宣传网. 2011-03-28  [2017-03-12]. （原始内容存档于2018-09-22） （简体中文）.
131. ↑  廖承志. . 中央政府门户网站. 新华社. 1982-07-24  [2017-06-13]. （原始内容存档于2019-03-12）.
132. ↑  周美華、蕭李居編，《蔣經國書信集——與宋美齡往來函電》下，台北「國史館」出版，2009年，第278-284頁
133. ↑  . 全国法规资料库. 2015-06-17  [2017-07-03]. （原始内容存档于2017-11-03）. 臺灣地區：指臺灣、澎湖、金門、馬祖及政府統治權所及之其他地區。大陸地區：指臺灣地區以外之中華民國領土。
134. ↑  . 财团法人海峡交流基金会.   [2017-06-08]. （原始内容存档于2019-03-05）.
135. ↑  . 海峡两岸关系协会. 中共中央台办、国台办. 2008-06-05  [2017-06-08]. （原始内容存档于2019-08-13）.
136. ↑  . 财团法人海峡交流基金会.   [2017-06-08]. （原始内容存档于2021-01-06）.
137. ↑  . 新國會政策研究中心. 1996-04-10  [2017-06-08]. （原始内容存档于2012-01-22）.
138. ↑  陈玲. . 民革中央. 中国国民党革命委员会中央委员会. 2008-10-23  [2012-06-14]. （原始内容存档于2013-10-15）.
139. ↑  楊鎮全; 葉俊宏. . TVBS. 2003-12-21  [2017-06-08]. （原始内容存档于2017-01-08）.
140. ↑  .   [2017-05-29]. （原始内容存档于2017-09-20）.
141. ↑   (PDF). 民主进步党官方网站.   [2017-06-01]. （原始内容 (PDF)存档于2017年1月12日）.
142. ↑  邵宗海 2001，五二○演說
143. ↑  劉文斌. . . 秀威出版. 2011: 155–158. ISBN 9862217359.
144. ↑  陈其禄. . 褚钰泉  (编). . 二十一世纪出版社. 2014: 179. ISBN 753918826X.
145. ↑  . 華夏經緯網. 2002-08-05  [2017-05-29]. （原始内容存档于2018-08-21）.
146. ↑  兩岸關係 歷任元首詮釋不同 （页面存档备份，存于），民視新聞，2012-03-23
147. ↑  . 新浪网. 华夏经纬网. 2004-02-23  [2017-06-08]. （原始内容存档于2018-08-21）.
148. ↑  李欣芳. . 自由新闻网. 2004-02-26  [2017-06-08]. （原始内容存档于2016-04-20）.
149. ↑  . 中華民國總統府新聞稿. 2005-03-01  [2017-06-07]. （原始内容存档于2016-09-27）. 我必須要坦誠，我不能夠騙自己，我也不能夠騙別人。我做不到，我就是做不到。在我的任期之內，要把我叫的國號改為台灣共和國，我做不到。我也相信，李登輝前總統在他的12年總統任期內，他也沒有做到；縱使今天總統給他做，他也做不到。
150. ↑  . 中華民國行政院大陸委員會官网. 2005-03-26  [2017-06-07]. 「326民主、和平、護台灣」遊行活動是台灣人民自發性的行動。
151. ↑  安华. . 美国之音. 2013-11-13  [2017-07-24]. （原始内容存档于2018-09-22）. 连战因在促进两岸关系的改善方面做出的杰出贡献，获颁终身成就大奖。
152. ↑  . 中国共产党新闻.   [2017-07-24]. （原始内容存档于2018年9月22日）. 胡锦涛指出，台海紧张局势出现了某些缓和的迹象。
153. ↑  .   [2017-05-29]. （原始内容存档于2016-03-04）.
154. ↑  陳幼臻. . 苹果日报. 2003-06-13  [2017-06-09]. （原始内容存档于2017-07-31）.
155. ↑  陳一新. . 中評社. 2007-04-12  [2017-06-08]. （原始内容存档于2018-09-22）.
156. ↑  邵宗海. . 唐山出版社. 2016-08-30  [2017-05-29]. ISBN 9789863071273.
157. ↑  李允杰. . 中时电子报. 2016-02-15  [2017-06-01]. （原始内容存档于2017-12-01）.
158. ↑  威克. . BBC中文网. 2014-06-11  [2017-07-24]. （原始内容存档于2017-12-01）.
159. ↑  . BBC中文网. 2014-09-26  [2017-06-13]. （原始内容存档于2017-12-01）.
160. ↑  . 2014-09-26. 新聞傳播處.   [2017-06-13]. （原始内容存档于2017-12-01）.
161. ↑  . 中新社. 東方日報. 2015-01-11  [2017-05-29]. （原始内容存档于2017-03-05）.
162. ↑  林楠森. . BBC中文网. 2015-09-23  [2017-06-14]. （原始内容存档于2017-12-02）.
163. ↑  .   [2017-05-23]. （原始内容存档于2015-11-17）.
164. ↑  . 央视新闻. 2015年11月7日  [2015年11月7日]. （原始内容存档于2015年11月8日）.
165. ↑  Lee, Shu-hua; Chang, S.C. . 中央通讯社英文新闻网.   [2015-11-04]. （原始内容存档于2015-11-07）.
166. ↑  . YouTube.com. 2015-11-04  [2017-05-23]. （原始内容存档于2016-03-24）.
167. ↑  邓鸿伟. . Gwytb.gov.cn. 2015-11-04  [2017-05-23]. （原始内容存档于2017-07-29）.
168. ↑  . 2015-11-09  [2022-01-19]. （原始内容存档于2022-04-15）.
169. ↑  尼古拉·史密斯. . FT中文网. 英国金融时报.   [2017-06-14]. （原始内容存档于2017-10-23）.
170. ↑  . 联合早报. 2016-10-08  [2017-05-29]. （原始内容存档于2017-08-05）.
171. ↑  . 香港經濟日報. 2017-05-22  [2017-05-29]. （原始内容存档于2017-05-22）.
172. ↑  . 新华网. 2017-01-03  [2017-05-29]. （原始内容存档于2017-08-05）.
173. ↑  . BBC中文网. 2016-09-29  [2017-05-29]. （原始内容存档于2017-05-18）.
174. ↑  . 蘋果日報. 2017-04-21  [2017-07-12]. （原始内容存档于2017-04-21）.
175. ↑  张永泰. . 美国之音. 2017-06-27  [2017-07-03]. （原始内容存档于2017-08-05）.
176. ↑  . 中国日报网. 2019-01-03  [2019-10-15]. （原始内容存档于2019-05-02）.
177. ↑  鍾麗華. . 自由時報. 2019-01-02  [2020-02-21]. （原始内容存档于2021-05-05）.
178. ↑  李俊毅; 彭媁琳; 楊馨. . 中時電子報. 2019-01-02  [2020-02-21]. （原始内容存档于2021-05-08）.
179. ↑  刘欢. . 新华社. 2021-05-12  [2021-05-17]. （原始内容存档于2022-03-15）.
180. ↑  . 德国之声. 2021-11-08  [2022-01-19]. （原始内容存档于2021-11-09）.
181. ↑  https://www.facebook.com/ETtoday. . www.ettoday.net.   [2022-08-09]. （原始内容存档于2022-08-17） （中文（繁體））.
182. ↑  . 鏡週刊 Mirror Media. 2022-08-08  [2022-08-09]. （原始内容存档于2022-08-21） （中文（繁體））.
183. ↑  . 鏡週刊 Mirror Media. 2022-08-04  [2022-08-09]. （原始内容存档于2022-08-14） （中文（繁體））.
184. ↑  .   [2022-08-14]. （原始内容存档于2022-08-14）.
185. ↑  . 新華社.   [2022-08-16]. （原始内容存档于2022-08-27）.
186. ↑  . yicai.com. 2023-04-07  [2023-04-07]. （原始内容存档于2023-04-17） （中文）.
187. ↑  . 早报. 2023-09-13  [2023-09-13] （中文）.
188. ↑  . RFI - 法国国际广播电台. 2023-09-12  [2023-09-13]. （原始内容存档于2023-09-13） （中文）.
189. ↑  . 中華民國總統府.   [2025-03-13]. （原始内容存档于2025-03-14） （中文（臺灣））.
190. ↑  楊士誼. . 三立新聞網.   [2025-03-13]. （原始内容存档于2025-03-16） （中文（臺灣））.
191. ↑  . 中華民國外交部.   [2025-03-14]. （原始内容存档于2025-03-15） （中文（臺灣））.